# Мнесфей
Мнесфей — персонаж античной мифологии . Сын Клития, из Лирнесса , потомок Ассарака.
Спутник Энея . Участвовал в состязаниях кораблей на погребальных играх по Анхису (корабль «Пистрида» либо «Кит»), а также в стрельбе из лука . Предок римского рода Меммиев .